# 684

## Родени
- Нагая, японски принц и политик

## Починали
- Муавия II, трети халиф на Омаядския халифат в Дамаск (р. 661 г.)